# Urbanització Can Rossell
La Urbanització Can Rossell, o urbanització Can Rossell de la Costa, és una urbanització del municipi de Subirats (Alt Penedès) situada al centre del terme municipal, entre la caseria de Can Rossell i l'antiga quadra de Savall. Té una població de 172 habitants (2023). La Festa Major se celebra el 3 de juliol.
Es va formar el 1963, a l'entorn de l'actual masia de l'Hostal de la Garsa, que molt antigament havia funcionat com a hostal per a persones i cavalleries. Inicialment, hi residien poques persones, ja que la major part eren de segona residència. En els darrers anys la urbanització ha crescut i s'hi han quedat a viure permanentment moltes famílies.